# 第二次世界大戰期間的馬達加斯加

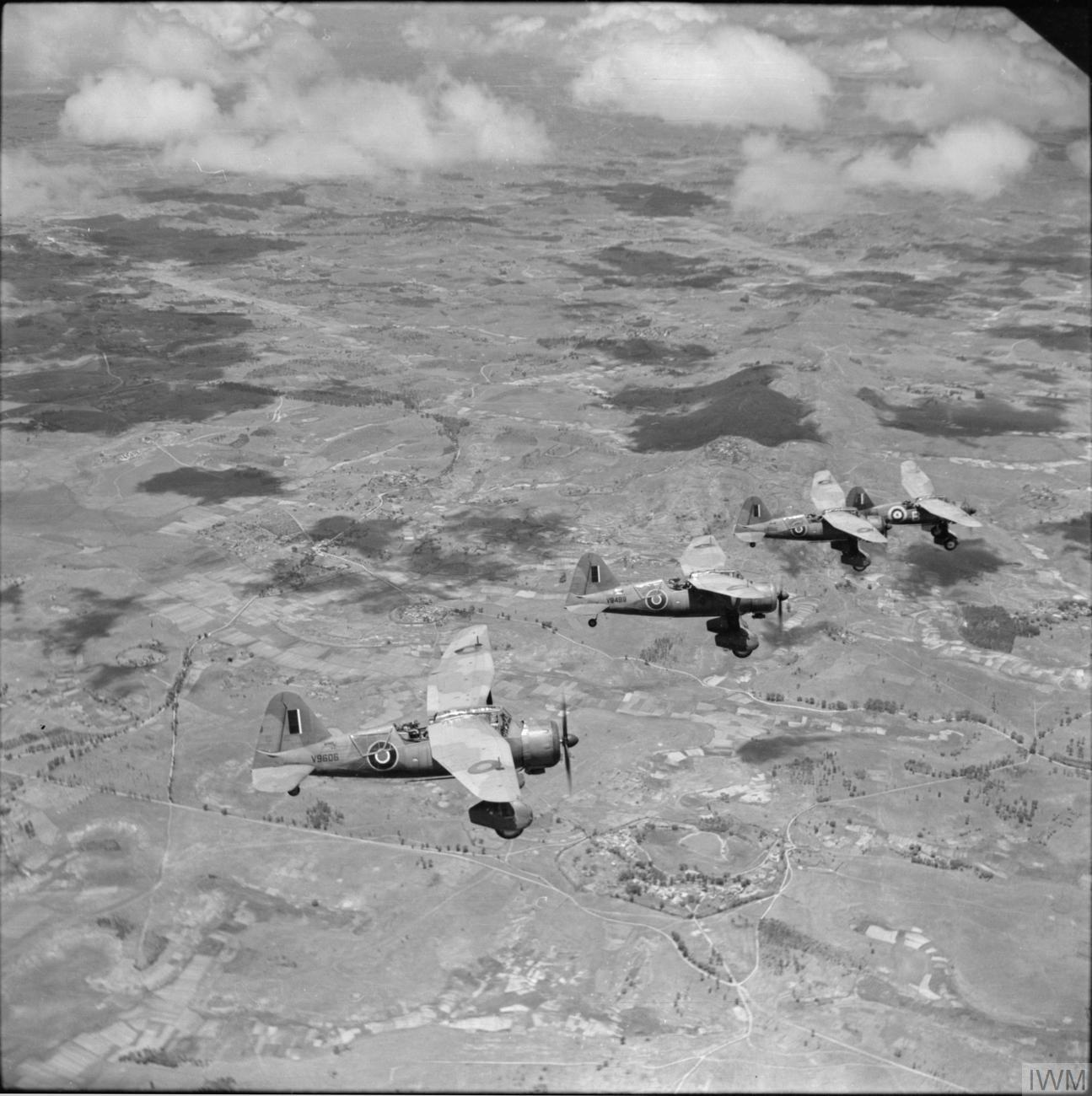
二战期间，飞越马达加斯加上空的英国空军作战飞机

馬達加斯加，在二戰期間的正式名稱是法屬馬達加斯加，當時仍然是法國殖民地，自1885年以來一直處於法國政府之下。由於存在極其重要的港口，它在戰爭中發揮了重要作用。1940年法國淪陷後，馬達加斯加成為自由法國運動與維希法國的重要爭奪點，但島實為維希法國所控制。由於大日本帝國海軍部隊在島上停留了一段時間，這個島嶼在太平洋戰區也是重要的。
1942年，英國和其他幾支盟軍發起入侵馬達加斯加，試圖保護其作為盟軍重要航運通道的地位，並趕走了岛上的維希法軍及徘徊在島附近的日本海軍。除了作為盟軍供應線和主要部隊提供者的關鍵環節之外，馬達加斯加還被納粹德國政府簡單地視為解決猶太人問題的辦法，1940年公開提出將歐洲的猶太人口驅逐到該島。這項被稱為“馬達加斯加計劃”的計劃由於德軍及義大利在非洲戰事失利等原因從未實現過。該島於1943年正式從英國移交給自由法國。

## 戰前
1885年，在簽署“柏林條約”後，英國對馬達加斯加的要求被撤回，馬達加斯加完全置於法國的殖民統治之下。法國於1883年入侵馬達加斯加島，引發了一系列武裝衝突，被稱為法國-霍瓦戰爭，最終於1897年結束，伊默里納王國女皇臘納瓦洛娜三世被流放到阿爾及利亞，並成立法屬馬達加斯加保護國。
在法國統治下，馬達加斯加經濟以種植園為主，主要出口作物是糖，首都塔那那利佛進一步發展。在位於馬達加斯加的北端的安齊拉納納市（當時稱為迪亞哥-蘇亞雷斯）建立了一個煤炭輸出站，這是法國船隻往東航行的停留點。在第一次世界大戰中，成千上萬的馬達加斯加人被選入法國軍隊服役於西線，為未來徵召馬達加斯加男性人口保衛法國大陸奠定了基礎。

## 二戰早期
第二次世界大戰再次成千上萬的馬達加斯加男子進入法國軍隊的行列。這些馬達加斯加應徵入伍者中有34,000人是在1940年夏天投降的法國，另有72,000人仍然在馬達加斯加等待前往歐洲。在法國被德國占領期間的馬達加斯加軍隊受到嚴厲對待，因為許多人在被捕時遭到屠殺和即決處決。其他人在到達戰俘營時被殺。這在一定程度上是由於德國的宣傳將法國的黑人軍隊描繪成野蠻人。
在法屬馬達加斯加總督阿爾芒·安內特的領導下，殖民地政府承諾效忠貝當和維希法國，反對戴高樂加入自由法國運動的敦促。這一舉動激怒了戴高樂，同時英國擔心馬達加斯加對維希政府的忠誠將為在該島建立軸心國基地舖平道路。日本，德國和意大利的船隻，特別是商船襲擊者和潛艇，已經在島上的水域作業，隨意襲擊盟軍航運並造成多次損失。失去馬達加斯加到意味著將東非海岸和印度洋暴露在軸心國攻擊中。丘吉爾制定了一項計劃，以奪取對馬達加斯加的控制權，但戴高樂感到憤怒和驚訝，因自由法國軍隊被排除在外。

## 馬達加斯加計劃
納粹德國於1938年開始計劃驅逐歐洲的猶太人，但是直到1940年6月，當弗朗茨·拉德馬赫提出馬達加斯加時，才有可能實施。其目的是將歐洲的猶太人運送到島上，在那裡他們將受到黨衛軍的嚴格控制，黨衛軍將像警察國家一樣管理馬達加斯加。這是所謂的“猶太人問題”的“最終解決方案”，這使數百萬人被迫大規模送到到一個遙遠的非洲島嶼，在那裡他們將生活在有效的隔離區並與世界其他地方脫節。在四年的時間裡，每年將有100萬猶太人被送到島上，假設情況太嚴厲，許多人將會死亡。
該計劃從未實施過。德國在不列顛戰役中遭遇失敗，這意味著德國占領和征服英國，加上在非洲戰事的失利，令商船隊運送數百萬猶太人變得不可行。1942年，馬達加斯加被英國軍隊入侵並佔領，使問題進一步複雜化。馬達加斯加計劃被取消，而猶太人口則必須通過工業化的種族滅絕來消除。

## 戰爭後期
在戰爭的剩餘時間裡，馬達加斯加堅定地留在盟軍的手中，成為盟軍航運線路的重要一環，作為西歐，東印度群島，非洲和中東之間的樞紐，馬達加斯加的迪亞哥-蘇亞雷斯港仍然受到嚴密防禦，並建立了盟軍艦艇可以對抗日本潛艇的基地。1943年，英國軍隊離開馬達加斯加，完全交由自由法國控制。但納粹德國海軍的U艇繼續在馬達加斯加周圍的海域運行至少到1944年底。1944年8月，三艘U型艇在莫桑比克海峽沉沒了8艘商船。[23] 1944年9月5日，U-861在馬達加斯加海岸附近擊沉了一艘希臘貨輪。
在1944年的布拉柴維爾會議上，戴高樂將包括馬達加斯加在內的所有法國殖民地加入法國國民議會作為在全球反殖民情緒日益上升的情況下確保其忠誠的一種方式。
在戰爭結束時，成千上萬的馬達加斯加軍隊返回家園，為島上已經不斷增長的民族主義和支持獨立的情緒作出了貢獻。許多馬達加斯加人對法國將其作為二等公民和強迫徵兵進的行為感到憤怒。1946年，馬達加斯加國民議會的代表提交了一項法案，授予馬達加斯加獨立於法國的權利。它被拒絕了。所有事件最終都在1947年的馬達加斯加起義中達到高潮，當法國軍隊猛烈鎮壓叛亂時，島上成千上萬的人被殺。馬達加斯加直到1960年才實現獨立。